# Транспорт Јевреја из Словачке током Холокауста
Током Холокауста, већина јеврејског становништва Словачке депортована је у два таласа: 1942. и 1944–1945. године. Током 1942. године, постојала су два одредишта: 18.746 Јевреја депортовано је у осамнаест транспорта у концентрациони логор Аушвиц, док је још 39.000–40.000 депортовано у тридесет осам транспорта у логоре смрти Мајданек и Собибор, као и у разна гета у Лублинском округу Генералне губерније. Укупно је депортовано 57.628 особа, од којих се само неколико стотина вратило.
Током 1944. и 1945. године, 13.500 Јевреја депортовано је у Аушвиц (8.000 депортованих), а мањи бројеви упућени су у концентрационе логоре Заксенхаузен, Равензбрик, Берген-Белзен и Терезијенштат. Укупно, ове депортације довеле су до смрти око 67.000 од укупно 89.000 Јевреја који су живели у Словачкој.

## Позадина
У политичкој кризи која је уследила након Минхенског споразума из септембра 1938. године, конзервативна и етнонационалистичка Словачка народна странка једнострано је прогласила аутономију Словачке у оквиру Чехословачке. Словачки Јевреји, чији је број 1940. године износио 89.000, постали су мета прогона. У новембру 1938. године, 7.500 Јевреја (сиромашних или без словачког држављанства) депортовано је на мађарску границу. Иако им је у наредним месецима било дозвољено да се врате, ове депортације су представљале увертиру за оне које су уследиле 1942. године.
Дана 14. марта 1939. године, Словачка држава је прогласила независност уз подршку Немачке. Многи Јевреји изгубили су радна места и имовину услед аријанизације, што је резултирало тиме да велики број њих западне у сиромаштво. Овај проблем постао је хитно социјално питање за словачку владу, која га је „решавала“ депортовањем незапослених Јевреја. Словачка је првобитно постигла договор с немачком владом да депортује 20.000 радно способних Јевреја у Немачком окупирану Пољску, плаћајући нацистичкој Немачкој 500 рајхсмарака по особи, наводно за покриће трошкова пресељења. Међутим, ово је био само први корак у депортацији свих Јевреја, јер би депортовање радника, а остављање њихових породица, додатно погоршало економску ситуацију преосталих Јевреја.
У међувремену, нацистичка Немачка радила је на спровођењу „Коначног решења“, убијању свих Јевреја који су јој били доступни. Године 1939. Лублински округ у Немачком окупираној Пољској био је одређен као „јеврејски резерват“. До 1942. године постао је прихватни центар за Јевреје из нацистичке Немачке и Словачке. Почевши крајем 1941. године, Шуцштафел (СС) почео је планирање депортације Јевреја из Лублина у логоре смрти у оквиру Операције Рајнхард: Белжец, Собибор и Треблинку, како би се ослободио простор за словачке и немачке Јевреје.

## Година 1942.
Између 25. марта и 20. октобра 1942. године депортовано је око 57.700 Јевреја (две трећине популације). Шездесет и три воза за депортацију из Словачке организовао је Франц Новак. Депортације су несразмерно погодиле сиромашне, руралне и ортодоксне Јевреје; док је регион Шариш-Земплин на истоку Словачке изгубио 85 до 90 процената своје јеврејске популације, у Жилини је скоро половина Јевреја остала после депортација. Депортовани су накратко задржавани у логорима у Словачкој пре него што су транспортовани, и то 26.384 из Жилине, 7.500 из Патронке, 7.000 из Попрада, 4.160 (или 4.463) из Середа и 4.000 до 5.000 из Новака. Осамнаест возова са 18.746 жртава послато је у Аушвиц, а још тридесет осам транспорти (са 39.000 до 40.000 депортованих) упућено је у гета и концентрационе и логоре смрти у Лублинском региону.
Само неколико стотина (процењује се на 250 до 800) преживело је рат. Чешки историчар Данијел Путик процењује да је само 1,5 процената (око 280 људи) оних који су депортовани у Аушвиц 1942. године преживело, док је стопа смртности оних депортованих у регион Лублина била близу 100 процената.
Покушаји Немачке и радикала из Словачке народне странке да обнове депортације 1943. године били су неуспешни због противљења словачких умерених политичара, након чега је уследио двогодишњи застој у депортацијама.

### Почетна фаза
Првобитни план депортације, одобрен у фебруару 1942. године од стране немачке и словачке владе, подразумевао је депортацију 7.000 неудатих жена узраста од 16 до 35 година у Аушвиц и 13.000 неожењених мушкараца узраста од 16 до 45 година у Мајданек као присилна радна снага. Операција је носила кодно име Акција Давид. СС официр и саветник за јеврејска питања Дитер Вислицени, заједно са словачким званичницима, обећао је да депортовани неће бити малтретирани и да ће им бити дозвољено да се врате кући након одређеног периода. У почетку су многи Јевреји веровали да је боље пријавити се за депортацију него ризиковати одмазду према својим породицама због непоштовања наредбе. Ипак, 3.000 од 7.000 жена које је требало да буду депортоване одбило је да се пријави. Начини избегавања депортације укључивали су лажне бракове, пребацивање код рођака или привремено скривање код нејевреја. Хлинкова Гарда имала је тешкоћа у испуњавању квота, и због тога је током почетне фазе депортација депортовано само 3.800 жена и 4.500 мушкараца. Ове депортације представљале су „ново поглавље у историји Холокауста“ јер су Словакиње биле прве јеврејске затворенице у Аушвицу. Њихов долазак допринео је претварању овог кампа у логор за истребљење.
Депортовање је организовао Одељење 14, подружница Централног економског уреда Словачке, док је Министарство саобраћаја Словачке обезбеђивало транспортне вагоне. Чланови Хлинкове Гарде, Добровољачке заштитне страже (ФС) и жандармерије били су задужени за хапшење Јевреја, чување транзитних центара и на крају утовар депортованих у пренатрпане вагоне ради депортације. Транспорти су били временски подешени да стигну до словачке границе код Чадце у 4.28. У Звардону у 8.30, Хлинкова гарда је предавала транспорте немачкој Шутцполицај. Транспорти су стизали у Аушвиц истог поподнева, а у Мајданек следећег јутра.
Први транспорт је кренуо 25. марта 1942. године у 20.00 часова из Попрада. Пре поласка, Вислицени је на платформи обратио се депортованима, рекавши да ће им бити дозвољено да се врате кући након што заврше рад који им је Немачка наменила. Први депортовани нису знали шта их чека и покушавали су да буду оптимистични. Према речима преживелих, песме на хебрејском и словачком певале су се док су прва два транспорта жена за Аушвиц напуштала платформе. Већина Словакиња депортованих у Аушвиц 1942. године које су преживеле рат биле су из прва два транспорта у марту, јер су биле млађе и јаче. Жене из источне Словачке су посебно биле младе, јер је већина Јевреја из тог подручја била припадник харедим заједнице, у којој се рано склапају бракови; више од половине њих имало је 21 годину или мање. Жене депортоване из Братиславе биле су у просеку старије, јер су касније ступале у брак или се уопште нису удавале; око 40 процената њих имало је 21 годину или мање.
| 25–26. март                                                            | Попрад   | Аушвиц   | 997                 |
| 27. март                                                               | Жилина   | Мајданек | 1000                |
| 27–28. март                                                            | Патронка | Аушвиц   | 798, 1000, или 1002 |
| 28–30. март                                                            | Серед    | Мајданек | 1000                |
| 30–31. март                                                            | Новаки   | Мајданек | 1003                |
| 1–2. април                                                             | Патронка | Аушвиц   | 965                 |
| 2–3. април                                                             | Попрад   | Аушвиц   | 997                 |
| 5. април                                                               | Попрад   | Мајданек | 1495                |
| Већина информација се такође може потврдити код Фатрана 2007, стр. 180 |          |          |                     |

### Депортације у Лублин
Лидер СС-а Рајнхард Хајдрих посетио је Братиславу 10. априла 1942. године. Он и Војтех Тука су се договорили да се наредне депортације усмере на целе породице и да се на крају сви Јевреји уклоне из Словачке. На изглед, ова промена је требало да избегне раздвајање породица, али је такође решавала проблем збрињавања деце и старијих чланова породица радно способних депортованих особа. Породичне депортације почеле су 11. априла и њихове жртве су одведене у Лублински округ. Ова промена пореметила је планове СС-а у Лублинском округу. Уместо да радно способни мушкарци буду депортовани у Мајданек, СС је морао да припреми простор за словачке јеврејске породице у пренасељеним гетоима тог региона. Депортације из Словачке су биле највеће и најдужег трајања од свих депортација Јевреја у Лублински округ.
Возови су пролазили кроз две железничке дистрибутивне тачке, у Наленчову и Лублину, где их је дочекивао високи официр СС-а. У Лублину је обично вршена селекција: радно способни мушкарци су бирани за рад у Мајданеку, док су преостали упућивани у гетоа дуж железничких линија. За возове који су пролазили кроз Наљечов, Јевреји су упућивани на локације где је била потребна принудна радна снага, обично без раздвајања породица. Већина возова доводила је своје жртве (укупно 30.000) у гетое чији су становници недавно депортовани у логоре смрти Белзец или Собибор, као део политике „револвинг врата“, у којој су страни Јевреји довођени да замене оне који су убијени. Последње депортације у Лублински округ догодиле су се током прве половине јуна 1942. године. Десет транспорта је накратко застало у Мајданеку, где су радно способни мушкарци (обично узраста од 15 до 50 година) бирани за рад, док су возови настављали до Собибора, где су преостале жртве убијане.
Жртве су обавештене четири сата пре депортације, како би се спречио њихов бег. Пребијања и присилно бријање брада били су уобичајени, као и инвазивне претраге којима су тражене скривене вредности. Иако су неки стражари и локални званичници прихватали мито да би Јевреје скинули са спискова за депортацију, жртве би обично биле депортоване следећим возом. Други су злоупотребљавали своју моћ како би силовали јеврејске жене. Јеврејима је било дозвољено да понесу само 50 килограма личних ствари, али су чак и те ствари често биле крадене. Званична изузећа су требало да спрече депортацију, али су локалне власти понекад депортовале и оне који су имали изузећа.
Већина група је остајала кратко у гетоима у Лублину пре него што би била поново депортована у логоре смрти, док су неки остајали у гетоима месецима или годинама. Неколико хиљада депортованих завршило је у логорима за принудни рад у области Лублина (као што су Понјатова, Коњсковола и Крихув). Неуобичајено је било то што су депортовани у Лублинској области брзо успоставили контакт са Јеврејима који су остали у Словачкој, што је довело до значајних напора за пружање помоћи. Међутим, судбина Јевреја депортованих из Словачке на крају је „запечаћена у оквиру Операције Рајнхард“, заједно са судбином пољских Јевреја. Од процењених 8.500 мушкараца који су директно депортовани у Мајданек, само је 883 преживело до јула 1943. године. Још неколико хиљада словачких Јевреја депортовано је у Мајданек након ликвидације гетоа у Лублинском округу, али је већина одмах убијена. Преостали словачки Јевреји у Мајданеку стрељани су током Операција Ернтефест; једина значајна група словачких Јевреја која је остала у Лублинском округу била је група од око 100 особа у логору Луфтвафеа у Демблин-Ирени.
| Датум | Полазак                                 | Одредиште           | Друго одредиште  | Број депортованих | Напомене |
| --- | --------------------------------------- | ------------------- | ---------------- | ----------------- | --- |
| 11–13. април | Трнава                                  | Лубартув / Мајданек | Камионка, Фирлеј | 1040              | Око 900 Јевреја стигло је у Лубартув првим транспортом, а 680 другим. Убрзо су пребачени на друга места, углавном у Фирлеј и Остров. |
| 14–15. април | Њитра                                   | Лубартув / Мајданек | Остров Любелски  | 1038              | Око 900 Јевреја стигло је у Лубартув првим транспортом, а 680 другим. Убрзо су пребачени на друга места, углавном у Фирлеј и Остров. |
| 16–17. април | Њитра                                   | Рејовјец / Мајданек | Травники         | 1048              | Око 840 Јевреја стигло је у Рејовјец. |
| 20. април | Њитра                                   | Рејовјец            |                  | 1030              | |
| 21–22. април | Топољчани /Сеређ                        | Ополе               |                  | 1001              | Од пет транспорта у Ополе (укупно 4.302 депортована лица), само 1.400 Јевреја је остало у гету; остали су послати у радне логоре у том подручју. |
| 27. април | Ново Место на Ваху, Пјешћани, иХлоховец | Ополе               | Пониатова        | 1179–1382         | Од пет транспорта у Ополе (укупно 4.302 депортована лица), само 1.400 Јевреја је остало у гету; остали су послати у радне логоре у том подручју. |
| 5–7. мај | Требишов                                | Лубартув / Мајданек | Камионка         | 1040              | 841 словачки Јевреј стигао је у Лубартув. |
| 6–8. мај | Михаловце                               | Луков               |                  | 1038              | Словачки Јевреји остали су у Лукову до ликвидације гета 2. маја 1943. године. |
| 7–9. мај | Михаловце                               | Луков               |                  | 1040              | Словачки Јевреји остали су у Лукову до ликвидације гета 2. маја 1943. године. |
| 8. мај | Михаловце                               | Мјендзижец Подласки |                  | 1001 или 1,025    | |
| 11. мај | Хумење                                  | Хелм                |                  | 1009              | СС је конфисковао пртљаге депортованих. Неки су били регрутовани да раде за Инспекцију за водно газдовање (Wasserwirtschaftsinspektion) у Сједлишчу. Остали су депортовани у логор смрти Собибор 22–23. маја. Гето је ликвидиран од 5. до 9. новембра 1942. године. |
| 12. мај | Жилина                                  | Хелм                |                  | 1002              | СС је конфисковао пртљаге депортованих. Неки су били регрутовани да раде за Инспекцију за водно газдовање (Wasserwirtschaftsinspektion) у Сједлишчу. Остали су депортовани у логор смрти Собибор 22–23. маја. Гето је ликвидиран од 5. до 9. новембра 1942. године. |
| 13. мај | Прешов                                  | Демблин–Ирена       |                  | 1040              | Дана 15. октобра 1942. године, већина словачких Јевреја депортована је у логор смрти Треблинка. Око стотину словачких Јевреја и Јеврејки — последња значајна група словачких Јевреја која је преживела у области Лублина — задржала је Луфтвафе за присилан рад на оближњем аеродрому. Дана 22. јула 1944. године, послати су у Ченстохову, где је неколико десетина њих успело да преживи до ослобођења.    |
| 14. мај | Прешов                                  | Демблин–Ирена       |                  | 1040              | Дана 15. октобра 1942. године, већина словачких Јевреја депортована је у логор смрти Треблинка. Око стотину словачких Јевреја и Јеврејки — последња значајна група словачких Јевреја која је преживела у области Лублина — задржала је Луфтвафе за присилан рад на оближњем аеродрому. Дана 22. јула 1944. године, послати су у Ченстохову, где је неколико десетина њих успело да преживи до ослобођења.    |
| 17–20. мај | Бардјејов                               | Коњсковола          |                  | 1,025 или 1028    | Први транспорт у Коњсковолу обухватио је 700 старијих особа и деце. Други је стигао пре 2. јуна. У Коњсковоли су словачки Јевреји били запослени у пољопривредним радовима и трпели су од озбиљне глади. Почетком октобра, гето је ликвидиран. Осим 500 до 1.000 занатлија који су депортовани у радне логоре у околини, преостали Јевреји су стрељани, било током хапшења, било у клисурама у близини Руде. |
| 18. мај | Бардјејов                               | Ополе               | Пониатова        | 1015              | Први транспорт у Коњсковолу обухватио је 700 старијих особа и деце. Други је стигао пре 2. јуна. У Коњсковоли су словачки Јевреји били запослени у пољопривредним радовима и трпели су од озбиљне глади. Почетком октобра, гето је ликвидиран. Осим 500 до 1.000 занатлија који су депортовани у радне логоре у околини, преостали Јевреји су стрељани, било током хапшења, било у клисурама у близини Руде. |
| 19. мај | Вранов на Топлој                        | Ополе               | Казимеж          | 1005              | Први транспорт у Коњсковолу обухватио је 700 старијих особа и деце. Други је стигао пре 2. јуна. У Коњсковоли су словачки Јевреји били запослени у пољопривредним радовима и трпели су од озбиљне глади. Почетком октобра, гето је ликвидиран. Осим 500 до 1.000 занатлија који су депортовани у радне логоре у околини, преостали Јевреји су стрељани, било током хапшења, било у клисурама у близини Руде. |
| 20. мај | Медзилаборце                            | Коњсковола          |                  | 1001 или 1,630    | Први транспорт у Коњсковолу обухватио је 700 старијих особа и деце. Други је стигао пре 2. јуна. У Коњсковоли су словачки Јевреји били запослени у пољопривредним радовима и трпели су од озбиљне глади. Почетком октобра, гето је ликвидиран. Осим 500 до 1.000 занатлија који су депортовани у радне логоре у околини, преостали Јевреји су стрељани, било током хапшења, било у клисурама у близини Руде. |
| 23 или 27. мај | Сабинов / Прешов                        | Рејовјец            |                  | 1630              | У Рејовјецу су неки словачки Јевреји радили за Јеврејску гето полицију. Током јуна или августа 1942. године, око 2.000 углавном словачких Јевреја је ухапшено и депортовано у Собибор; око 50–100 њих је издвојено из колоне у Собибору и послато у оближњи принудни радни логор Крихов. |
| 24 или 28. мај | Стропков /Бардјејов                     | Рејовјец            |                  | 1022              | У Рејовјецу су неки словачки Јевреји радили за Јеврејску гето полицију. Током јуна или августа 1942. године, око 2.000 углавном словачких Јевреја је ухапшено и депортовано у Собибор; око 50–100 њих је издвојено из колоне у Собибору и послато у оближњи принудни радни логор Крихов. |
| 24–25. мај | Попрад                                  | Рејовјец            |                  | 1000              | У Рејовјецу су неки словачки Јевреји радили за Јеврејску гето полицију. Током јуна или августа 1942. године, око 2.000 углавном словачких Јевреја је ухапшено и депортовано у Собибор; око 50–100 њих је издвојено из колоне у Собибору и послато у оближњи принудни радни логор Крихов. |
| 25 или 26. мај до 30. мај | Жилина                                  | Ополе               |                  | 1000              | |
| 29. мај | Спишка Нова Вес                         | Избица / Мајданек   |                  | 1032 или 1052     | У Избици су Јевреји привремено држани у изузетно пренатрпаним условима пре него што су депортовани у логоре смрти Белжец и Собибор. |
| 29–30. мај | Попрад                                  | Избица / Мајданек   |                  | 1000              | У Избици су Јевреји привремено држани у изузетно пренатрпаним условима пре него што су депортовани у логоре смрти Белжец и Собибор. |
| 30. мај–1. јун | Попрад                                  | Собибор / Мајданек  |                  | 1000              | Ови транспорти су били једини који су директно ишли из Словачке у један од логора за истребљење у оквиру операције Рајнхард. Они су означили крај „вртећих врата“, јер се немачка политика пребацила са привременог складиштења Јевреја депортованих у Пољску у гета на њихово тренутно убијање |
| 2. јун | Липтовски Микулаш                       | Собибор / Мајданек  |                  | 1014              | Ови транспорти су били једини који су директно ишли из Словачке у један од логора за истребљење у оквиру операције Рајнхард. Они су означили крај „вртећих врата“, јер се немачка политика пребацила са привременог складиштења Јевреја депортованих у Пољску у гета на њихово тренутно убијање |
| 5. јун | Братислава /Жилина                      | Собибор / Мајданек  |                  | 1000              | Ови транспорти су били једини који су директно ишли из Словачке у један од логора за истребљење у оквиру операције Рајнхард. Они су означили крај „вртећих врата“, јер се немачка политика пребацила са привременог складиштења Јевреја депортованих у Пољску у гета на њихово тренутно убијање |
| 7. јун | Братислава /Жилина                      | Собибор / Мајданек  |                  | 1000              | Ови транспорти су били једини који су директно ишли из Словачке у један од логора за истребљење у оквиру операције Рајнхард. Они су означили крај „вртећих врата“, јер се немачка политика пребацила са привременог складиштења Јевреја депортованих у Пољску у гета на њихово тренутно убијање |
| 8. јун | Жилина                                  | Собибор / Мајданек  |                  | 1001              | Ови транспорти су били једини који су директно ишли из Словачке у један од логора за истребљење у оквиру операције Рајнхард. Они су означили крај „вртећих врата“, јер се немачка политика пребацила са привременог складиштења Јевреја депортованих у Пољску у гета на њихово тренутно убијање |
| 9. јун | Звољен / Кремњица                       | Собибор / Мајданек  |                  | 1019              | Ови транспорти су били једини који су директно ишли из Словачке у један од логора за истребљење у оквиру операције Рајнхард. Они су означили крај „вртећих врата“, јер се немачка политика пребацила са привременог складиштења Јевреја депортованих у Пољску у гета на њихово тренутно убијање |
| 11. јун | Новаки                                  | Собибор / Мајданек  |                  | 1000              | Ови транспорти су били једини који су директно ишли из Словачке у један од логора за истребљење у оквиру операције Рајнхард. Они су означили крај „вртећих врата“, јер се немачка политика пребацила са привременог складиштења Јевреја депортованих у Пољску у гета на њихово тренутно убијање |
| 12. јун | Сеређ / Жилина                          | Собибор / Мајданек  |                  | 1000              | Ови транспорти су били једини који су директно ишли из Словачке у један од логора за истребљење у оквиру операције Рајнхард. Они су означили крај „вртећих врата“, јер се немачка политика пребацила са привременог складиштења Јевреја депортованих у Пољску у гета на њихово тренутно убијање |
| 12–13. јун | Попрад                                  | Собибор / Мајданек  |                  | 1000              | Ови транспорти су били једини који су директно ишли из Словачке у један од логора за истребљење у оквиру операције Рајнхард. Они су означили крај „вртећих врата“, јер се немачка политика пребацила са привременог складиштења Јевреја депортованих у Пољску у гета на њихово тренутно убијање |
| 14. јун | Новаки / Жилина                         | Собибор / Мајданек  |                  | 1000              | Ови транспорти су били једини који су директно ишли из Словачке у један од логора за истребљење у оквиру операције Рајнхард. Они су означили крај „вртећих врата“, јер се немачка политика пребацила са привременог складиштења Јевреја депортованих у Пољску у гета на њихово тренутно убијање |
| Када су наведене две главне дестинације, вршена је селекција у Лублину, а способни мушкарци (обично узраста од 15 до 50 година) су слати у Мајданек. Све информације потичу из Büchler 1991, стр. 166 осим ако није другачије назначено. Већина информација може се проверити и у Fatran 2007, стр. 180; Silberklang 2013, стр. 303–306. |                                         |                     |                  |                   | |

### Транспорти до Аушвица
Мораторијум на транспорте ка истоку уведен је 19. јуна 1942. због војних кампања на Источном фронту. Преостали породични транспорти, укупно осам, били су зато преусмерени у Аушвиц. Први је стигао 4. јула, што је довело до прве селекције на рампи у Аушвицу II-Биркенау, која је постала редовна пракса. Већина депортованих, посебно мајке с децом, нису одабрани за принудни рад, већ су уместо тога убијени у гасним коморама. До 1. августа већина Јевреја који нису били изузети од депортације већ је депортована или су побегли у Мађарску како би избегли депортацију, што је довело до шестонедељне паузе у транспортима. Додатна три воза отпутовала су за Аушвиц у септембру и октобру.
Три месеца након доласка првог транспорта у марту, словачке Јеврејке биле су једине женске јеврејске затворенице у Аушвицу. Средином августа већина словачких Јеврејки у Аушвицу пребачена је у Аушвиц II-Биркенау, који је тада био још увек у изградњи. Услови су били знатно гори; ангажоване углавном на радовима на отвореном, већина жена је преминула у прва четири месеца у Биркенауу. Уз исцрпљујући физички рад и глади, многе су подлегле епидемијама тифуса или маларије, као и масовним погубљењима које је СС наредио у настојању да сузбије епидемије. Да би сузбили епидемију тифуса у октобру 1942, припадници СС-а убили су 6.000 затвореника, углавном словачких Јеврејки, укључујући и неке које су биле здраве. Друга селекција 5. децембра елиминисала је последњу већу групу словачких Јеврејки у Биркенауу. Од 404 мушкарца који су били регистровани 19. јуна, само 45 их је преживело шест недеља касније. До краја 1942. године, 92% депортованих је преминуло. Остало је само 500 до 600 словачких Јевреја који су преживели у Аушвицу и његовим подкамповима, отприлике половина њих захваљујући повлашћеним положајима у администрацији који су им омогућили да обезбеде основне услове за преживљавање.
| Датум | Полазак | Регистроване жене | Регистровани мушкарци | Убијени у гасним коморама | Укупно        | Напомене |
| --- | ------- | ----------------- | --------------------- | ------------------------- | ------------- | --- |
| 12–13. април | Сеређ   | 443               | 634                   |                           | 1077          | Ови транспорти су садржали самце и самкиње, као и парове без деце. |
| 17. април | Жилина  | 27                | 973                   |                           | 1000          | Ови транспорти су садржали самце и самкиње, као и парове без деце. |
| 19. април | Жилина  | 536               | 46                    |                           | 1000          | Ови транспорти су садржали самце и самкиње, као и парове без деце. |
| 22–23. април | Попрад  | 457               | 543                   |                           | 1000          | Ови транспорти су садржали самце и самкиње, као и парове без деце. |
| 24. април | Жилина  | 558               | 442                   |                           | 1000          | Ови транспорти су садржали самце и самкиње, као и парове без деце. |
| 29. април | Жилина  | 300               | 423                   | 300                       | 1054          | Ова два транспорта су била допуњена породицама са децом како би се испунила квота.                                                                                            |
| 19–20. јун | Жилина  | 255               | 404                   | 341                       | 1000          | Ова два транспорта су била допуњена породицама са децом како би се испунила квота.                                                                                            |
| 3–4. јул | Жилина  | 108               | 264                   | 628                       | 1000          | Ово је био први транспорт породица у Аушвиц, прва селекција икада на рампи у Биркенауу и прва група која је убијена у Бункеру II.                                             |
| 10–11. јул | Жилина  | 148               | 182                   | 670                       | 1000          | |
| 16–18. јул | Жилина  | 178               | 327                   | 459                       | 1000          | |
| 24–25. јул | Жилина  | 93                | 192                   | 715                       | 1000          | |
| 31. јул–1. август | Жилина  | 75                | 165                   | 608                       | 848           | До 1. августа, већина Јевреја који нису били изузети од депортације већ је била депортована или је побегла у Мађарску, што је довело до шестонедељног застоја у транспортима. |
| 19. септембар | Жилина  | 71                | 206                   | 723                       | 1000          | Последњи транспорти су били усмерени на Јевреје у радним логорима, посебно на оне који су били ментално или физички инвалиди.                                                 |
| 23. септембар | Жилина  | 67                | 294                   | 639                       | 1000          | Последњи транспорти су били усмерени на Јевреје у радним логорима, посебно на оне који су били ментално или физички инвалиди.                                                 |
| 20–21. октобар | Жилина  | 78                | 121                   | 649                       | 848 (или 860) | Последњи транспорти су били усмерени на Јевреје у радним логорима, посебно на оне који су били ментално или физички инвалиди.                                                 |
| All information from Büchler 1996, стр. 320 except source locations, from Fatran 2007, стр. 180–181. Most of it can also be verified to Czech 1997, стр. 154, 157–160, 184, 191–192, 196, 199, 203, 208, 241, 243, 256. |         |                   |                       |                           |               | |

## Период 1944–1945.
Повећана активност словачких партизана изазвала је немачку инвазију 29. августа 1944. године. Партизани су на то одговорили покретањем устанка пуних размера. Устаници су заузели велики део централне Словачке, али су поражени до краја октобра. Ајнзацгрупа Х, једна од СС јединица за ликвидацију, формирана је са задатком да депортује или убије процењених 25.000 Јевреја који су остали у Словачкој. Овој групи помагали су локални сарадници, укључујући СС-Хајматшутц, Абвергрупу 218 и хитне јединице Хлинкове гарде. Већина Јевреја који су били изузети од депортација 1942. године живели су у западној Словачкој, али су након инвазије многи побегли у планине.
Словачки историчар Иван Каменец процењује да је 13.500 Јевреја депортовано, од којих је 10.000 убијено, док израелска историчарка Гила Фатран и чешка историчарка Ленка Шинделарова сматрају да је могуће потврдити депортацију 14.150 особа, а да је прави број можда и већи. Од овог броја, између 6.734 и 7.936 особа депортовано је у Аушвиц, а око 5.000 у Равенсбрик, Захсенхаузен, Берген-Белзен и Терезин. Из Словачке су у Равенсбрик стигли транспорти са укупно 1.600 жена и деце (углавном Јевреја) и 478 мушкараца, укључујући Јевреје, Роме и политичке противнике. Између 1.550 и 1.750 мушкараца (углавном Јевреја) депортовано је у Заксенхаузен, док је око 200–300 људи депортовано из Середа у Берген-Белзен, посебно Јевреји у мешовитим браковима и неке целе породице Јевреја. Између 1.454 и 1.467 Јевреја депортовано је у Терезинштат, углавном старији, сирочад и жене са малом децом. Око 200 или 300 словачких политичких затвореника депортовано је у Маутхаузен 19. јануара и 31. марта 1945. Многи од оних који су депортовани у концентрационе логоре у Немачкој касније су пребацивани у сателитске логоре, где су углавном радили у ратној индустрији. На четири транспорта из Середа, селекције су вршене у самом логору, при чему су различити вагони усмеравани ка Заксенхаузену, Берген-Белзену, Равенсбрику и Терезинштату. Многи детаљи о овим транспортима остају непознати, јер су починиоци уништили велики део документације, што историчаре приморава да се ослањају на сведочења преживелих.
| Датум             | Полазак   | Одредиште                         | Број депортованих                                                      | Напомене |
| ----------------- | --------- | --------------------------------- | ---------------------------------------------------------------------- | --- |
| 1. септембар      | Чадца     | Аушвиц                            | 100+                                                                   | Шесторица мушкараца и осам жена били су регистровани у логору. 72 мушкарца и непознат број жена послати су у гасне коморе. |
| 5. септембар      | Чадца     | Аушвиц                            |                                                                        | Један мушкарац и две жене били су регистровани у логору. Непознат број њих је послат у гасне коморе. |
| 20. септембар     | непознато | Аушвиц                            | 177                                                                    | Из овог транспорта, 146 људи је послато у гасне коморе, док су остали регистровани. Израелска историчарка Гила Фатран процењује да је укупно 400 Јевреја депортовано у три транспорта. |
| 30. септембар     | Сеређ     | Аушвиц                            | 1860                                                                   | [ 122 ] [ 123 ] |
| 3. октобар        | Сеређ     | Аушвиц                            | 1836                                                                   | [ 124 ] [ 123 ] |
| 10–12. октобар    | Сеређ     | Аушвиц                            | 1882 или 1890                                                          | [ 124 ] [ 123 ] |
| 17–19. октобар    | Сеређ     | Аушвиц                            | 862 или 920                                                            | 113 Јеврејки је било регистровано. |
| 2. новембар       | Сеређ     | Аушвиц                            | 920 или 930                                                            | Гасне коморе Аушвица коришћене су последњи пут претходног дана. Сви депортовани су били регистровани у логору без селекције. |
| 2–3. новембар     | Прешов    | Равензбрик                        | 364                                                                    | Углавном Јевреји, и неколико Рома. Према Фатран, око 100 Јевреја је укупно депортовано из Прешова. |
| 9. новембар       | Илава     | Немачка                           | 183                                                                    | Овај транспорт је укључивао Јевреје, али су затвореници претежно били нејеврејског порекла. Према немачком службенику, још један транспорт са 100 особа послат је из Илаве претходне недеље и такође упућен у Немачку. Према Фатран, укупан број Јевреја депортованих из Илаве био је око 100.                                              |
| око 15. новембра  | Сеређ     | Равензбрик                        | 488                                                                    | Јевреји |
| 16. новембар      | Сеређ     | Захсенхаузен, Берген-Белзен       | 600–800 (Захсенхаузен ), 100–200 (Берген-Белзен)                       | Углавном Јевреји; било је неколико Мишлинга послатих у Берген-Белзен. |
| 28. новембар      | Прешов    | Равензбрик                        | 53                                                                     | Жене и деца, углавном Јевреји. |
| 2–3. децембар     | Сеређ     | Захсенхаузен, Равензбрик, Терезин | about 580 (Захсенхаузен ), 160–200 (Равензбрик), 416 или 421 (Терезин) | Јевреји и неколико политичких затвореника послати су у Захсенхаузен; транспорт за Рајвенсбрик састојао се од јеврејских жена; они који су послати у Терезинштад били су искључиво Јевреји. Према словачкој историчарки Катарини Храдској, транспорт је стигао у Терезинштад 23. децембра; 382 особе депортоване у Терезинштад су преживеле. |
| око 10. јануара   | Kežmarok  | Равензбрик                        | 47                                                                     | Жене и деца, углавном Јевреји и неколико Рома; такође и неки политички затвореници. |
| 16. јануар        | Сеређ     | Захсенхаузен, Равензбрик, Терезин | 370 (Захсенхаузен ), 260–310 (Равензбрик), 127 или 129 (Терезин)       | У Захсенхаузен су послати јеврејски мушкарци и политички затвореници; јеврејске жене су послате у Рајвенсбрик; Јевреји послати у Терезинштад углавном су били неспособни за рад. Транспорт је стигао у Терезинштад 19. јануара, а 127 од 129 депортованих је преживело.                                                                     |
| 9–12. март        | Сеређ     | Терезин                           | 548                                                                    | Према Храдској, било је 546 преживелих. |
| 31. март–7. април | Сеређ     | Терезин                           | 354                                                                    | Према Храдској, било је 352 преживела. |

Процењује се да је око 10.000 депортованих изгубило живот. Стопа смртности била је највећа у транспортима за Аушвиц у септембру и октобру, јер је спровођена селекција и већина депортованих је одмах убијена у гасним коморама. Стопа смртности оних који су депортовани у концентрационе логоре у Немачкој износила је око 25–50 одсто. Међутим, од оних који су депортовани у гето Терезинштат, 98 одсто је преживело. Висока стопа смртности у концентрационим логорима као што су Заксенхаузен, Берген-Белзен и Равенсбрик била је последица експлоатације принудног рада за потребе тоталног рата, а затвореници су убијани због неспособности за рад, а не због расе или религије. Други су преминули током марширања смрти. Између неколико стотина и 2.000 Јевреја убијено је у Словачкој, док је око 10.850 њих дочекало ослобођење од стране Црвене армије у марту и априлу 1945. године.
| Одредиште                                                                   | Убијено                   | Укупно            | Напомена                                                     |
| --------------------------------------------------------------------------- | ------------------------- | ----------------- | ------------------------------------------------------------ |
| Аушвиц                                                                      | већина                    | 6.734–7.936       |                                                              |
| Берген-Белзен                                                               | 30–50 процената           | 200–300           | Very few of the children deported to Берген-Белзен survived. |
| Равензбрик                                                                  | мање од 30 процената      | око 2,000         |                                                              |
| Захсенхаузен                                                                | најмање 25 процената      | 1.550–1.750       |                                                              |
| Терезин                                                                     | 2 процената (40 људи)     | 1,454–1,467       | Hradská attributes the deaths to natural causes              |
| Није депортовано                                                            | неколико стотина до 2,000 | 10.850 преживелих |                                                              |
| Све информације су из Putík 2015, стр. 47 осим ако није другачије наведено. |                           |                   |                                                              |

#### Књиге
- Bauer, Yehuda (1994). Jews for Sale?: Nazi-Jewish Negotiations, 1933–1945 (на језику: енглески). New Haven: Yale University Press. ISBN 978-0-300-05913-7.
- Bauer, Yehuda (2002). Rethinking the Holocaust (на језику: енглески). New Haven: Yale University Press. ISBN 978-0-300-09300-1.
- Browning, Christopher R. (2007). The Origins of the Final Solution: The Evolution of Nazi Jewish Policy, September 1939–March 1942 (на језику: енглески). Lincoln: University of Nebraska Press. ISBN 978-0-8032-0392-1.
- Czech, Danuta (1997). Auschwitz Chronicle, 1939–1945 (на језику: енглески). New York: Henry Holt and Company. ISBN 978-0-8050-5238-1.
- Fatran, Gila (2007). Boj o prežitie [The Struggle for Survival] (на језику: словачки). Bratislava: Múzeum židovskej kultúry. ISBN 978-80-8060-206-2.
- Friling, Tuvia (2006). „Istanbul 1942-1945: The Kollek-Avriel and Berman-Ofner Networks”. Secret Intelligence and the Holocaust: Collected Essays from the Colloquium at the City University of New York Graduate Center (на језику: енглески). New York: Enigma Books. стр. 105—156. ISBN 978-1-929631-60-5.
- Hilberg, Raul (2003) [1961]. The Destruction of the European Jews (на језику: енглески). 2 (3 изд.). New Haven: Yale University Press. ISBN 978-0-300-09592-0.
- Hutzelmann, Barbara (2018). „Einführung: Slowakei” [Introduction: Slovakia].  Ур.: Hutzelmann, Barbara; Hausleitner, Mariana; Hazan, Souzana. Slowakei, Rumänien und Bulgarien [Slovakia, Romania, and Bulgaria]. de [The Persecution and Murder of European Jews by Nazi Germany 1933-1945] (на језику: немачки). 13. Munich: De Gruyter. стр. 18—45. ISBN 978-3-11-036500-9.
- Kamenec, Ivan (2002) [1992]. „The Deportation of Jewish Citizens from Slovakia in 1942”.  Ур.: Długoborski, Wacław; Tóth, Dezider; Teresa, Świebocka; Mensfelt, Jarek. The Tragedy of the Jews of Slovakia 1938–1945: Slovakia and the "Final Solution of the Jewish Question" (на језику: енглески). Превод: Mensfeld, Jarek. Oświęcim and Banská Bystrica: Auschwitz-Birkenau State Museum and Museum of the Slovak National Uprising. стр. 111—139. ISBN 978-83-88526-15-2.
- Kamenec, Ivan (2007) [1991]. On the Trail of Tragedy: The Holocaust in Slovakia (на језику: енглески). Превод: Styan, Martin. Bratislava: Hajko & Hajková. ISBN 978-80-88700-68-5.
- Kamenec, Ivan (2011). „The Slovak state, 1939–1945”.  Ур.: Teich, Mikuláš; Kováč, Dušan; Brown, Martin D. Slovakia in History (на језику: енглески). Cambridge: Cambridge University Press. стр. 175–192. ISBN 978-1-139-49494-6. doi:10.1017/CBO9780511780141.
- Longerich, Peter (2010). Holocaust: The Nazi Persecution and Murder of the Jews (на језику: енглески). Oxford: Oxford University Press. ISBN 978-0-19-280436-5.
- Rothkirchen, Livia (2001). „Slovakia”.  Ур.: Laqueur, Walter; Baumel, Judith Tydor. Holocaust Encyclopedia (на језику: енглески). New Haven: Yale University Press. стр. 595—600. ISBN 978-0-300-08432-0.
- Silberklang, David (2013). Gates of Tears: the Holocaust in the Lublin District (на језику: енглески). Jerusalem: Yad Vashem. ISBN 978-965-308-464-3.
- Šindelářová, Lenka (2013). Finale der Vernichtung: die Einsatzgruppe H in der Slowakei 1944/1945 (на језику: немачки). Darmstadt: Wissenschaftliche Buchgesellschaft. ISBN 978-3-534-73733-8.
- Sokolovič, Peter (2013). Hlinkova Garda 1938 – 1945 [Hlinka Guard 1938 – 1945] (PDF) (на језику: словачки). Bratislava: National Memory Institute. ISBN 978-80-89335-10-7. Архивирано (PDF) из оригинала 4. 5. 2021. г. Приступљено 17. 12. 2019.
- Ward, James Mace (2013). Priest, Politician, Collaborator: Jozef Tiso and the Making of Fascist Slovakia (на језику: енглески). Ithaka: Cornell University Press. ISBN 978-0-8014-6812-4.
- Miron, Gai; Shulhani, Shlomit, ур. (2009). „Opole”. The Yad Vashem Encyclopedia of the Ghettos During the Holocaust (на језику: енглески). 2. Jerusalem: Yad Vashem. стр. 550—552. ISBN 978-965-308-345-5.

#### Часописи
- Büchler, Yehoshua (1991). „The deportation of Slovakian Jews to the Lublin District of Poland in 1942”. Holocaust and Genocide Studies (на језику: енглески). 6 (2): 151—166. ISSN 8756-6583. doi:10.1093/hgs/6.2.151.
- Büchler, Yehoshua (1996). „First in the Vale of Affliction: Slovakian Jewish Women in Auschwitz, 1942”. Holocaust and Genocide Studies. 10 (3): 299—325. ISSN 8756-6583. doi:10.1093/hgs/10.3.299.
- Danko, Marek (2010). „Internačné zariadenia v Slovenskej republike (1939–1945) so zreteľom na pracovné útvary” [Internment camps in Slovak republic (1939–1945) with emphasis on labor units] (PDF). Človek a Spoločnosť (на језику: словачки). 13 (1): 1—14. ISSN 1335-3608. Архивирано из оригинала (PDF) 14. 12. 2019. г. Приступљено 14. 12. 2019.
- Farkash, Talia (2014). „Labor and Extermination: The Labor Camp at the Dęblin–Irena Airfield Puławy County, Lublin Province, Poland – 1942–1944”. Dapim: Studies on the Holocaust. 29 (1): 58—79. S2CID 130815153. doi:10.1080/23256249.2014.987989.
- Fatran, Gila (1994). Превод: Greenwood, Naftali. „The "Working Group"”. Holocaust and Genocide Studies (на језику: енглески). 8 (2): 164—201. ISSN 8756-6583. doi:10.1093/hgs/8.2.164.
- Fatran, Gila (1996). „Die Deportation der Juden aus der Slowakei 1944–1945” [The deportation of the Jews from Slovakia 1944–45]. Bohemia: Zeitschrift für Geschichte und Kultur der Böhmischen Länder (на језику: немачки) (37): 98—119. Архивирано из оригинала 17. 11. 2020. г. Приступљено 14. 12. 2019.
- Hradská, Katarína (1996). Превод: Hennerová, Magdalena. „Vorgeschichte der slowakischen Transporte nach Theresienstadt” [The History of Slovak Transports to Theresienstadt]. Theresienstädter Studien und Dokumente (на језику: немачки) (3): 82—97. Шаблон:CEEOL.
- Johnson, Owen V. (2005). „Židovská komunita na Slovensku medzi ceskoslovenskou parlamentnou demokraciou a slovenským štátom v stredoeurópskom kontexte, Eduard Nižnanský (Prešov, Slovakia: Universum, 1999), 292 pp., 200 crowns (Slovak).”. Holocaust and Genocide Studies. 19 (2): 314—317. doi:10.1093/hgs/dci033.
- Kamenec, Ivan (2011). „Fenomén korupcie v procese tzv. riešenia "židovskej otázky" na Slovensku v rokoch 1938–1945” [The phenomenon of corruption in the so-called solutions to the "Jewish questions" in Slovakia between 1938 and 1945]. Forum Historiae (на језику: словачки). 5 (2): 96—112. ISSN 1337-6861. Архивирано из оригинала 6. 10. 2018. г. Приступљено 17. 12. 2019.
- Nižňanský, Eduard (2014). „On Relations between the Slovak Majority and Jewish Minority During World War II”. Yad Vashem Studies. 42 (2): 47—90. ISSN 0084-3296.
- Paulovičová, Nina (2018). „Holocaust Memory and Antisemitism in Slovakia: The Postwar Era to the Present”. Yad Vashem Studies. Indiana University Press. 2 (1): 4—34. S2CID 165383570. doi:10.2979/antistud.2.1.02.
- Ward, James Mace (2002). „"People Who Deserve It": Jozef Tiso and the Presidential Exemption”. Nationalities Papers. 30 (4): 571—601. ISSN 1465-3923. S2CID 154244279. doi:10.1080/00905992.2002.10540508.

#### Тезе
- Paulovičová, Nina (2012). Rescue of Jews in the Slovak State (1939–1945) (Теза). Edmonton: University of Alberta. doi:10.7939/R33H33. Архивирано из оригинала 21. 1. 2021. г. Приступљено 17. 12. 2019.
- Putík, Daniel (2015). Slovenští Židé v Terezíně, Sachsenhausenu, Ravensbrücku a Bergen-Belsenu, 1944/1945 [Slovak Jews in Theresienstadt, Sachsenhausen, Ravensbrück and Bergen-Belsen, 1944/1945] (Теза) (на језику: чешки). Prague: Charles University. стр. 203—216. Архивирано из оригинала 23. 2. 2020. г. Приступљено 14. 12. 2019. English-language abstract.

#### Енциклопедија логора и гета

##### Том 2—отворени приступАрхивирано9 април 2020 на сајту
- Crago, Laura (2012a). „Lublin Region (Distrikt Lublin)”.  Ур.: Geoffrey P., Megargee; Dean, Martin. Ghettos in German-Occupied Eastern Europe. Encyclopedia of Camps and Ghettos, 1933–1945 (на језику: енглески). 2. Bloomington: United States Holocaust Memorial Museum. стр. 604—609. ISBN 978-0-253-00202-0.
- Crago, Laura (2012b). „Chełm”.  Ур.: Geoffrey P., Megargee; Dean, Martin. Ghettos in German-Occupied Eastern Europe. Encyclopedia of Camps and Ghettos, 1933–1945 (на језику: енглески). 2. Bloomington: United States Holocaust Memorial Museum. стр. 623—626. ISBN 978-0-253-00202-0.
- Crago, Laura (2012c). „Irena (Dęblin–Irena)”.  Ур.: Geoffrey P., Megargee; Dean, Martin. Ghettos in German-Occupied Eastern Europe. Encyclopedia of Camps and Ghettos, 1933–1945 (на језику: енглески). 2. Bloomington: United States Holocaust Memorial Museum. стр. 636—639. ISBN 978-0-253-00202-0.
- Kuwałek, Robert; Dean, Martin (2012). „Izbica”.  Ур.: Geoffrey P., Megargee; Dean, Martin. Ghettos in German-Occupied Eastern Europe. Encyclopedia of Camps and Ghettos, 1933–1945 (на језику: енглески). 2. Bloomington: United States Holocaust Memorial Museum. стр. 639—643. ISBN 978-0-253-00202-0.
- Crago, Laura (2012e). „Końskowola”.  Ур.: Geoffrey P., Megargee; Dean, Martin. Ghettos in German-Occupied Eastern Europe. Encyclopedia of Camps and Ghettos, 1933–1945 (на језику: енглески). 2. Bloomington: United States Holocaust Memorial Museum. стр. 654—657. ISBN 978-0-253-00202-0.
- Kuwałek, Robert (2012g). „Lubartów”.  Ур.: Geoffrey P., Megargee; Dean, Martin. Ghettos in German-Occupied Eastern Europe. Encyclopedia of Camps and Ghettos, 1933–1945 (на језику: енглески). 2. Bloomington: United States Holocaust Memorial Museum. стр. 672—674. ISBN 978-0-253-00202-0.
- Crago, Laura (2012h). „Łuków”.  Ур.: Geoffrey P., Megargee; Dean, Martin. Ghettos in German-Occupied Eastern Europe. Encyclopedia of Camps and Ghettos, 1933–1945 (на језику: енглески). 2. Bloomington: United States Holocaust Memorial Museum. стр. 678—682. ISBN 978-0-253-00202-0.
- Crago, Laura (2012i). „Miedzyrzec Podlaski”.  Ур.: Geoffrey P., Megargee; Dean, Martin. Ghettos in German-Occupied Eastern Europe. Encyclopedia of Camps and Ghettos, 1933–1945 (на језику: енглески). 2. Bloomington: United States Holocaust Memorial Museum. стр. 684—688. ISBN 978-0-253-00202-0.
- Crago, Laura; White, Joseph Robert (2012). „Opole”.  Ур.: Geoffrey P., Megargee; Dean, Martin. Ghettos in German-Occupied Eastern Europe. Encyclopedia of Camps and Ghettos, 1933–1945 (на језику: енглески). 2. Bloomington: United States Holocaust Memorial Museum. стр. 688—691. ISBN 978-0-253-00202-0.
- Dean, Martin (2012). „Rejowiec”.  Ур.: Geoffrey P., Megargee; Dean, Martin. Ghettos in German-Occupied Eastern Europe. Encyclopedia of Camps and Ghettos, 1933–1945 (на језику: енглески). 2. Bloomington: United States Holocaust Memorial Museum. стр. 703—705. ISBN 978-0-253-00202-0.

##### Том 3
- Rajcan, Vanda; Vadkerty, Madeline; Hlavinka, Ján (2018a). „Slovakia”.  Ур.: Megargee, Geoffrey P.; White, Joseph R.; Hecker, Mel. Camps and Ghettos under European Regimes Aligned with Nazi Germany. Encyclopedia of Camps and Ghettos. 3. Bloomington: United States Holocaust Memorial Museum. стр. 842—852. ISBN 978-0-253-02373-5.
- Rajcan, Vanda (2018b). „Bratislava/Patrónka”.  Ур.: Megargee, Geoffrey P.; White, Joseph R.; Hecker, Mel. Camps and Ghettos under European Regimes Aligned with Nazi Germany. Encyclopedia of Camps and Ghettos. 3. Bloomington: United States Holocaust Memorial Museum. стр. 854—855. ISBN 978-0-253-02373-5.
- Nižňanský, Eduard; Rajcan, Vanda; Hlavinka, Ján (2018c). „Nováky”.  Ур.: Megargee, Geoffrey P.; White, Joseph R.; Hecker, Mel. Camps and Ghettos under European Regimes Aligned with Nazi Germany. Encyclopedia of Camps and Ghettos. 3. Превод: Kramarikova, Marianna. Bloomington: United States Holocaust Memorial Museum. стр. 874—877. ISBN 978-0-253-02373-5.
- Rajcan, Vanda (2018d). „Poprad”.  Ур.: Megargee, Geoffrey P.; White, Joseph R.; Hecker, Mel. Camps and Ghettos under European Regimes Aligned with Nazi Germany. Encyclopedia of Camps and Ghettos. 3. Bloomington: United States Holocaust Memorial Museum. стр. 878—880. ISBN 978-0-253-02373-5.
- Nižňanský, Eduard; Rajcan, Vanda; Hlavinka, Ján (2018e). „Sereď”.  Ур.: Megargee, Geoffrey P.; White, Joseph R.; Hecker, Mel. Camps and Ghettos under European Regimes Aligned with Nazi Germany. Encyclopedia of Camps and Ghettos. 3. Превод: Kramarikova, Marianna. Bloomington: United States Holocaust Memorial Museum. стр. 881—883. ISBN 978-0-253-02373-5.
- Rajcan, Vanda (2018f). „Žilina”.  Ур.: Megargee, Geoffrey P.; White, Joseph R.; Hecker, Mel. Camps and Ghettos under European Regimes Aligned with Nazi Germany. Encyclopedia of Camps and Ghettos. 3. Bloomington: United States Holocaust Memorial Museum. стр. 889—890. ISBN 978-0-253-02373-5.

#### Веб
- Ghert-Zand, Renee (2. 1. 2020). „First transport of Jews to Auschwitz was 997 young Slovak women and teens”. Times of Israel. Архивирано из оригинала 9. 6. 2021. г. Приступљено 4. 1. 2020.
- Oschlies, Wolf [de] (12. 4. 2007). „Aktion David — Deportation von 60.000 slowakischen Juden” [Aktion David—Deportation of 60,000 Slovak Jews]. de [Future needs Memory] (на језику: немачки). Архивирано из оригинала 24. 10. 2018. г. Приступљено 13. 12. 2019.